# Copelatus dimorphus
Copelatus dimorphus es una especie de escarabajo buceador del género Copelatus, de la subfamilia Copelatinae, en la familia Dytiscidae. Fue descrito por Sharp en 1882.